# 黑风藤
黑风藤（学名：Fissistigma polyanthum）为番荔枝科瓜馥木属的植物。分布在缅甸、印度、越南以及中国大陆的广东、贵州、广西、云南、西藏等地，生长于海拔120米至2,000米的地区，多生长在山谷和路旁林下，目前尚未由人工引种栽培。

## 别名
拉藤公（广东怀集）；酒饼子公（广东茂名）；石头子（广西昭平）；雷公根、石拢藤（广西金秀）；石指酸藤、牛利藤（广西桂平）；槟榔木（广西博白）；九蛇风（广西富川）；黑皮跌打（云南）；野辣椒（云南河口）；埋罕（云南傣语）；麻哈哈（云南富宁）；通气香、大力丸（云南）；多花瓜馥木（植物分类学报）

## 异名
- Fissistigma oldhamii (Hemsl.) Merr. var. polyanthum (Hook. f. et Thoms) Merr.
- Fissistigma polyanthoides (A. DC.) Merr.